# Prinçay
Prinçay é uma comuna francesa na região administrativa da Nova Aquitânia, no departamento de Vienne. Estende-se por uma área de 16,59 km². Em 2010 a comuna tinha 216 habitantes (densidade: 13 hab./km²).